# Podbořánky
Podbořánky (německy Podersanka) jsou vesnice, část města Jesenice v okrese Rakovník ve Středočeském kraji. Nachází se přibližně pět kilometrů jihozápadně od Jesenice a 21 kilometrů jihozápadně od Rakovníka, přičemž katastrální území Podbořánky územně vůbec nesouvisí s ostatkem katastru města Jesenice, ale je odděleno obcemi Krty, Drahouš a Žďár. V katastru Podbořánek se nachází nejzápadnější bod okresu Rakovník a celého Středočeského kraje (50°2′10″ s. š., 13°23′47″ v. d.); toto místo leží zhruba čtyři kilometry jihozápadně od Podbořánek, v lese západně od silnice Žihle–Potvorov. V roce 2011 zde trvale žilo 145 obyvatel.

## Název
Název původně zněl Podbořany, tedy „ves lidí bydlících pod borovým lesem“, ale pro odlišení od nepříliš vzdáleného města stejného jména se začalo užívat zdrobnělé podoby Podbořánky (1595 Podborzanky).

## Historie
První písemná zmínka o vesnici (Potworzan) pochází z roku 1352.

## Obyvatelstvo
Při sčítání lidu v roce 1921 zde žilo 215 obyvatel (z toho 110 mužů), z nichž bylo 56 Čechoslováků, 156 Němců a tři cizinci. Kromě jednoho člena církve československé, tří příslušníků nezjišťovaných církví a tří lidí bez vyznání se hlásili k římskokatolické církvi. Podle sčítání lidu z roku 1930 měla vesnice 223 obyvatel: padesát Čechoslováků, 172 Němců a jednoho cizince. Všichni byli římskými katolíky.
| Rok            | 1869 | 1880 | 1890 | 1900 | 1910 | 1921 | 1930 | 1950 | 1961 | 1970 | 1980 | 1991 | 2001 | 2011 | 2021 |
| -------------- | ---- | ---- | ---- | ---- | ---- | ---- | ---- | ---- | ---- | ---- | ---- | ---- | ---- | ---- | ---- |
| Počet obyvatel | 267  | 245  | 233  | 218  | 207  | 215  | 223  | 142  | 118  | 76   | 57   | 28   | 28   | 145  | 30   |
| Počet domů     | 57   | 47   | 49   | 49   | 46   | 49   | 52   | 45   | 35   | 29   | 26   | 34   | 37   | 32   | 37   |

## Obecní správa
Při sčítání lidu v letech 1850–1960 Podbořánky byly samostatnou obcí, se kterým patřily nejprve do okresu Podbořany, ale od roku 1960 v okrese Rakovník. Od 12. června 1960 do 31. prosince 1979 byly částí obce Žďár v okrese Rakovník. Od 1. ledna 1980 jsou částí města Jesenice v okrese Rakovník. Poté se Žďár opět osamostatnil, ale Podbořánky již zůstaly součástí Jesenice.

## Pamětihodnosti
- Kostel svatého Jakuba Většího připomínaný od roku 1367; nynější stavba pozdně barokní z roku 1781
- Sochy svatého Floriána a svatého Jana Nepomuckého
- Přírodní rezervace Rybníčky u Podbořánek – zbytky mokřadních společenstev při Mladotickém potoce jihozápadně od vsi
- Devítijamkové golfové hřiště

## Galerie

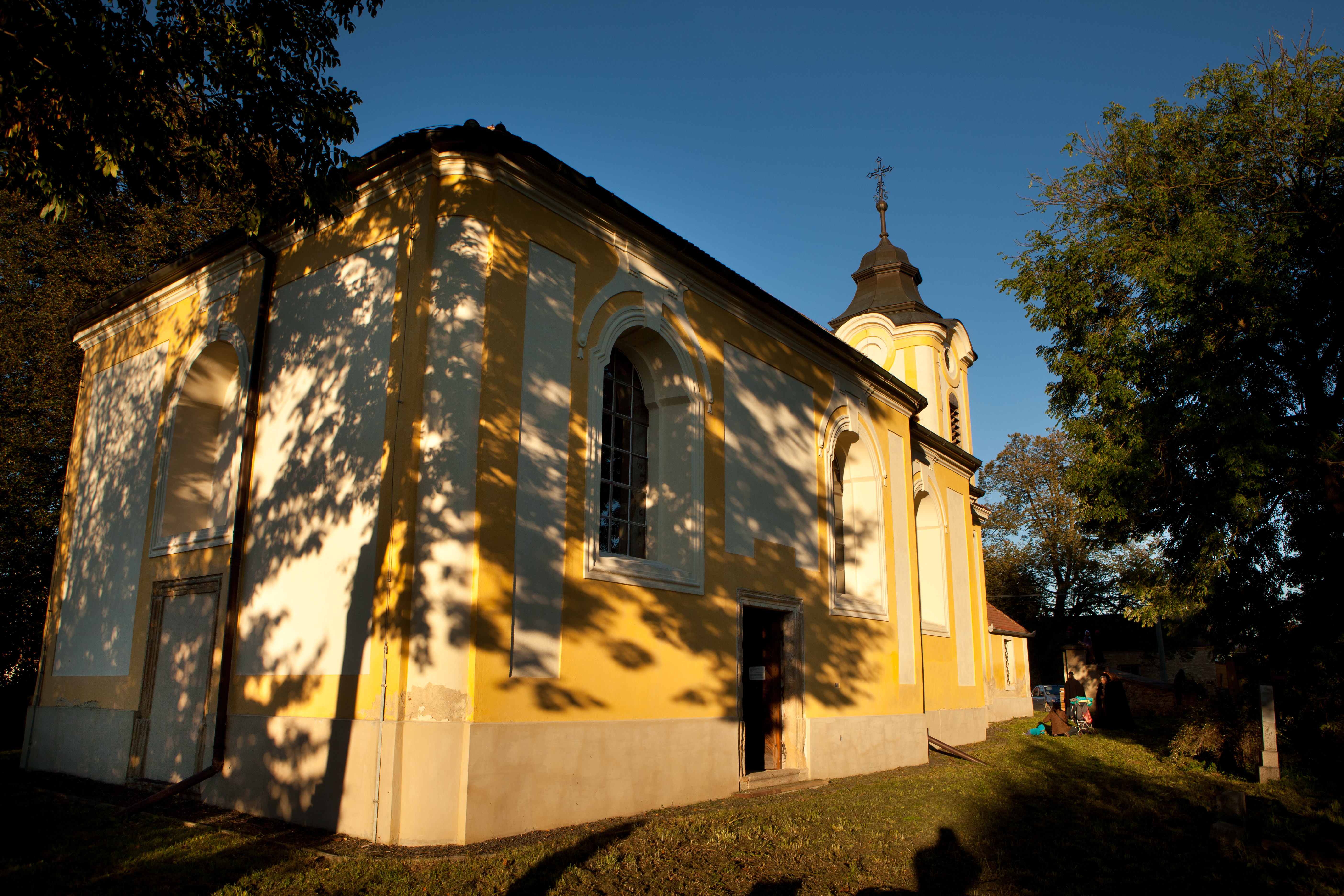
Kostel svatého Jakuba Většího s farou
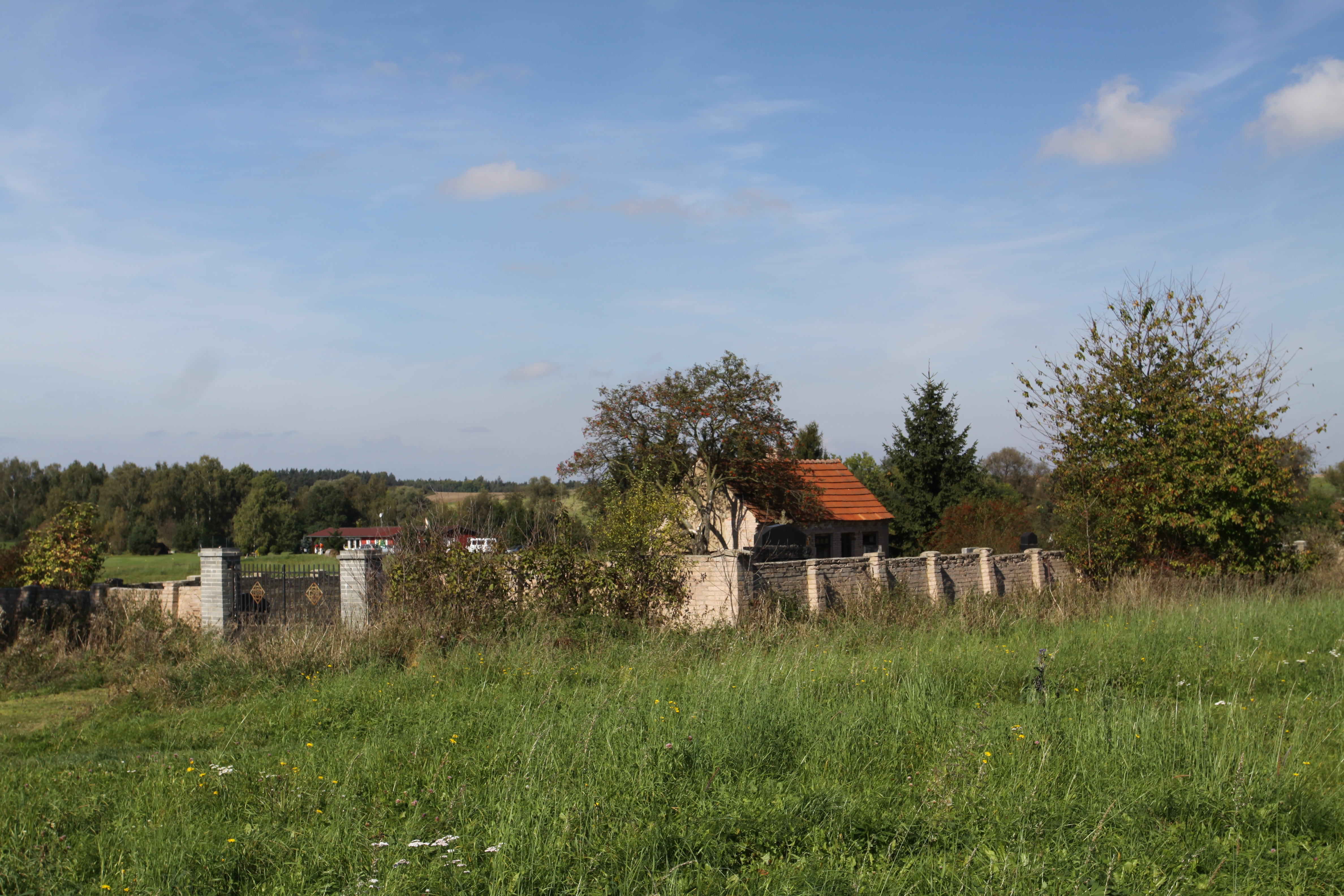
Kostel na okraji obce
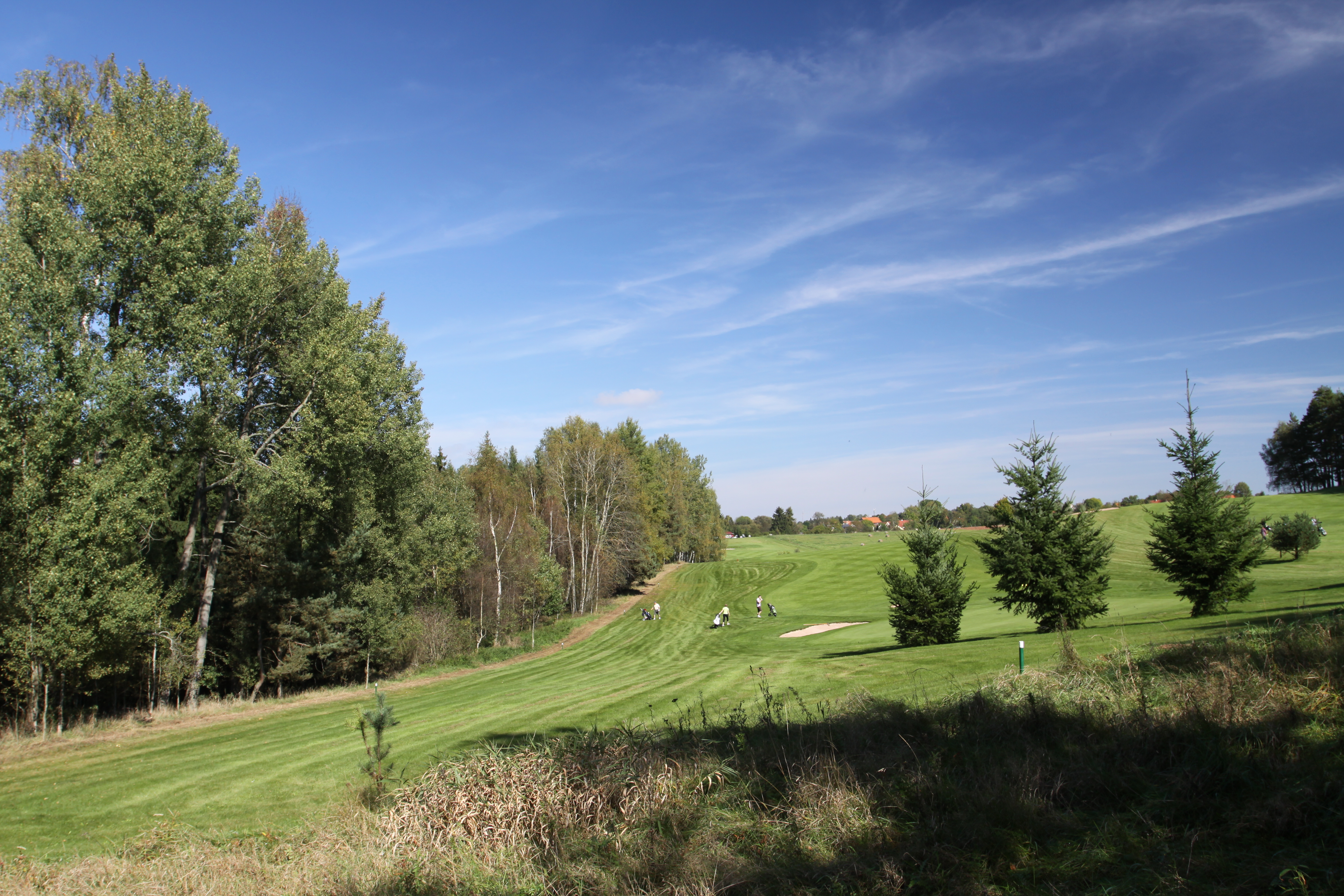
Část golfového hřiště
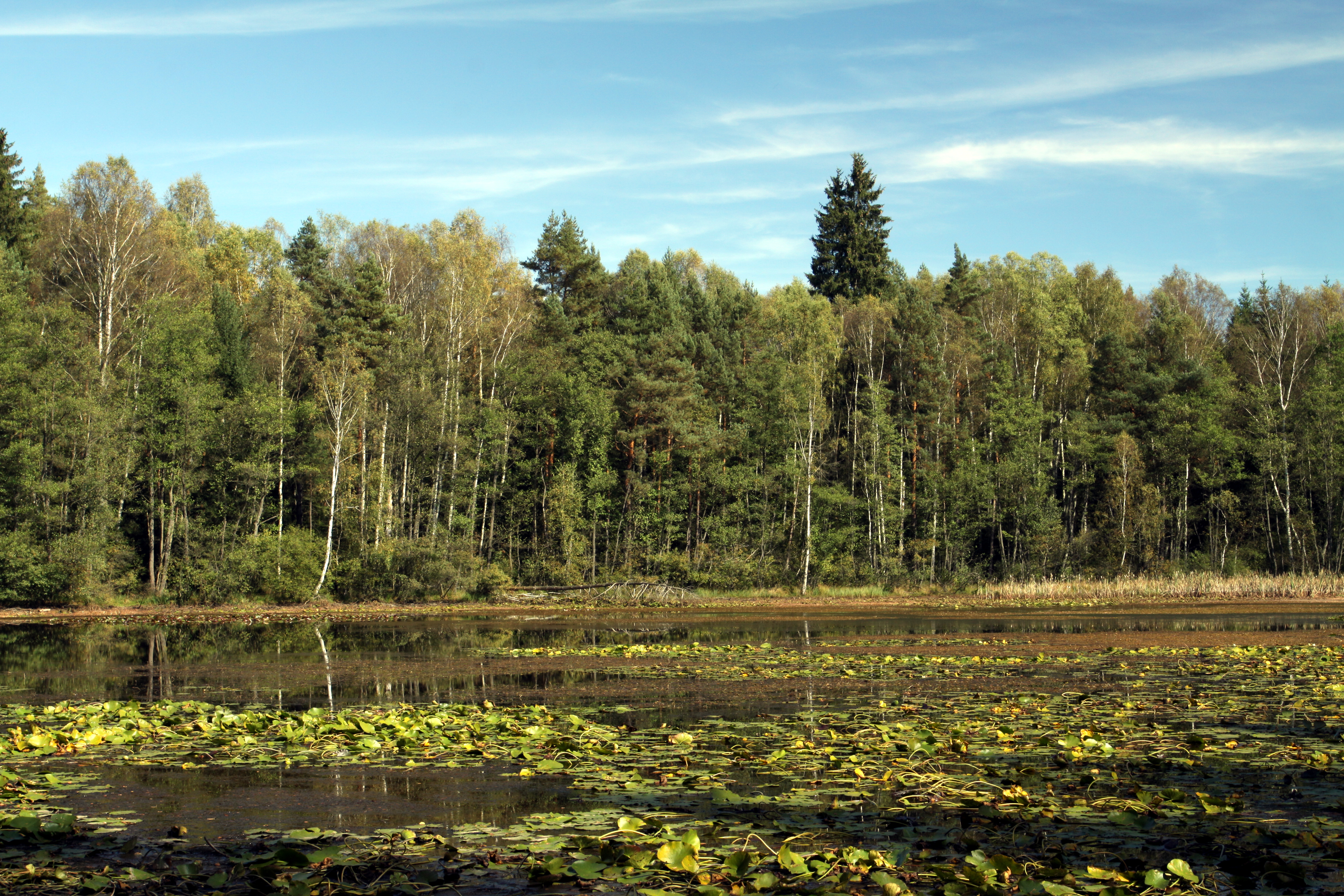
Rybníčky u Podbořánek